# Lars Engqvist
Lars Engqvist (ur. 13 sierpnia 1945 w Karlskronie) – szwedzki polityk, dziennikarz i działacz kulturalny, członek Szwedzkiej Socjaldemokratycznej Partii Robotniczej, w latach 1998–2004 minister, w 2004 wicepremier.

## Życiorys
W połowie lat 60. kształcił się w zakresie dziennikarstwa. Zaangażował się w działalność polityczną w ramach Ligi Młodych Szwedzkiej Socjaldemokracji (SSU). W latach 1966–1970 był redaktorem wydawanej przez tę organizację gazety „Frihet”. Od 1972 do 1978 stał na czele socjaldemokratycznej młodzieżówki.
W latach 1978–1980 pracował jako redaktor naczelny regionalnej gazety „Östra Småland”, następnie do 1990 kierował redakcją „Arbetet” wydawanej w Malmö. Od 1989 do 1993 przewodniczył Statens kulturråd, państwowej radzie ds. kultury. W latach 1994–1998 był dyrektorem generalnym instytutu filmowego Svenska Filminstitutet.
W 1998 został członkiem rządu Görana Perssona. Początkowo był ministrem ds. integracji (w resorcie spraw wewnętrznych), następnie po wyborach parlamentarnych w tymże roku ministrem bez teki w resorcie finansów. Jeszcze w 1998 stanął na czele Ministerstwa Zdrowia i Spraw Społecznych, którym kierował do 2004. Na początku czerwca 2004 został dodatkowo wicepremierem, nominacja ta zbiegła się z okresem rehabilitacji premiera po przeprowadzonej operacji.
W międzyczasie (w 2002) uzyskał także mandat posła do Riksdagu. Na początku października 2004 odszedł z rządu, obejmując stanowisko gubernatora regionu Jönköping. W 2005 został równocześnie prezesem szwedzkiej telewizji publicznej Sveriges Television. Funkcje te pełnił odpowiednio do 2010 i 2011.